# Lista de presidentes da Nicarágua
Esta é uma lista de presidentes da Nicarágua:

## Chefes de Estado (República Federal da América Central; 1825-1838)
- Manuel Antonio de la Cerda (22 de abril de 1825 - Novembro de 1825)
- Juan Argüello (Novembro de 1825 - 14 de setembro de 1825)
- Pedro Benito Pineda (17 de setembro de 1825 - 26 de fevereiro de 1827)
- Manuel Antonio de la Cerda (26 de fevereiro de 1827 - 7 de novembro de 1828)
- Pedro Oviedo (14 de setembro de 1825 - Dezembro de 1825)
- Junta de Governo Liberal (Dezembro de 1827 - Agosto de 1828)
- Juan Argüello (5 de agosto de 1828 - 8 de novembro de 1829)
- Juan Espinosa (8 de novembro de 1829 - 10 de maio de 1830)
- Dionisio Herrera (10 de maio de 1830 - Dezembro de 1833)
- Benito Morales (Dezembro de 1833 - 10 de março de 1834)
- José Nuñez (10 de março de 1834 - 23 de abril de 1835)
- José Zepeda (23 de abril de 1835 - 25 de janeiro de 1837)
- José Nuñez (25 de janeiro de 1837 - 12 de janeiro de 1838)
- Francisco Nuñez Rubio (12 de janeiro de 1838 - 13 de março de 1838)
- José Nuñez (13 de março de 1838 - 17 de novembro de 1838)

## Chefes Supremos do Estado da Nicarágua (1838-1855)
- José Nuñes (17 de novembro de 1838 - 23 de abril de 1839)
- Evaristo Rocha (23 de abril de 1839 - 30 de junho de 1839)
- Patricio Rivas (30 de junho de 1839 - 27 de julho de 1839)
- Joaquín del Cossío (27 de julho de 1839 - 20 de outubro de 1839)
- Hilario Uloa (20 de outubro de 1839 - 7 de novembro de 1839)
- Tomás Valadares (7 de novembro de 1839 - 21 de setembro de 1840)
- Patricio Rivas (21 de setembro de 1849 - 4 de março de 1841)
- Pablo Buitrago y Benavente (4 de março de 1841 - 1 de abril de 1843)
- Juan de Dios Orozco (1 de abril de 1843 - 31 de maio de 1843)
- Manuel Perez (31 de maio de 1843 - 4 de novembro de 1844)
- Emiliano Madriz (4 de novembro de 1844 - 24 de janeiro de 1845)
- Silvestre Selva (16 de dezembro de 1844 - 20 de janeiro de 1845)
- Manuel Blas Antonio Sáenz (20 de janeiro de 1845 - 4 de abril de 1845)
- José León Sandoval (4 de abril de 1845 - 1 de julho de 1846)
- José María Sandres (1 de julho de 1846 - 6 de agosto de 1846)
- Hermenegildo Zepeda (6 de agosto de 1846 - 2 de setembro de 1846)
- José León Sandoval (2 de setembro de 1846 - 12 de março de 1847)
- Miguel Ramón Morales (12 de março de 1847 - 6 de abril de 1847)
- José María Guerrero de Arcos y Molina (6 de abril de 1847 - 1 de janeiro de 1849)
- Bernardo Toribio Terán Prado (1 de janeiro de 1849 - 8 de março de 1849)
- José Benito Rosales y Sandoval (8 de março de 1849 - 1 de abril de 1849)
- Norberto Ramírez Árias (1 de abril de 1849 - 1 de abril de 1851)
- Justo Abaunza y Muñoz de Avilés (1 de abril de 1851 - 5 de maio de 1851)
- José Laureano Pineda Ugarte (5 de maio de 1851 - 4 de agosto de 1851)
- Justo Abaunza y Muñoz Ugarte (4 de agosto de 1851 - 11 de novembro de 1851)
- José Laureano Pineda Ugarte (5 de agosto de 1851 - 11 de agosto de 1851)
- José Francisco del Montenegro (5 de agosto de 1851 - 11 de agosto de 1851)
- José de Jesús Alfaro (11 de agosto de 1851 - 2 de novembro de 1851)
- Fulgencio de la Vega y Santos (11 de novembro de 1851 - 1852)
- José Laureano Pinedo Ugarte (11 de novembro de 1851 - 1 de abril de 1853)
- José Fruto Chamorro Pérez (1 de abril de 1853 - 30 de abril de 1854)
- Francisco Castellón Sanabria (11 de junho de 1854 - 12 de setembro de 1855)
- Nazário Escoto (2 de setembro de 1855 - 30 de outubro de 1855)

## Presidentes da República da Nicarágua (1854-Presente)
| N.º  | Retrato | Nome                                                      | Início do Mandato                          | Fim do Mandato                          | Eleição             | Partido                                                                | Notas                     |
| ---- | ------- | --------------------------------------------------------- | ------------------------------------------ | --------------------------------------- | ------------------- | ---------------------------------------------------------------------- | ------------------------- |
| 1    |         | Fruto Chamorro (1804-1855)                                | 30 de abril de 1854                        | 12 de março de 1855                     | —                   | Conservador                                                            | - Presidente              |
| —    |         | José María Estrada (1802-1856)                            | 12 de março de 1855                        | 22 de outubro de 1855                   | —                   | Conservador                                                            | - Presidente em exercício |
| —    |         | Patricio Rivas (1810-1867)                                | 30 de outubro de 1855                      | 24 de junho de 1857                     | 1856                | Democrático                                                            | - Presidente Provisório   |
| —    |         | William Walker (1824-1860)                                | 12 de julho de 1856                        | 1 de maio de 1857                       | —                   | Democrático                                                            | - Presidente (Usurpador)  |
| —    |         | Junta de Governo (Máximo Jerez e Tomás Martínez)          | 24 de junho de 1857                        | 15 de novembro de 1857                  | —                   | Independente                                                           | - Junta de Governo        |
| 2    |         | Tomás Martínez (1820-1873)                                | 15 de novembro de 1857                     | 1.º de março de 1867                    | —                   | Conservador                                                            | - Presidente              |
| 3    |         | Fernando Guzmán Solórzano (1812-1891)                     | 1.º de março de 1867                       | 1.º de março de 1871                    | —                   | Conservador                                                            | - Presidente              |
| 4    |         | José Vicente Cuadra (1812-1894)                           | 1.º de março de 1871                       | 1.º de março de 1875                    | 1871                | Conservador                                                            | - Presidente              |
| 5    |         | Pedro Joaquín Chamorro Alfaro (1818-1890)                 | 1.º de março de 1875                       | 1.º de março de 1879                    | —                   | Conservador                                                            | - Presidente              |
| 6    |         | Joaquín Zavala (1835-1906)                                | 1.º de março de 1879                       | 1.º de março de 1883                    | —                   | Conservador                                                            | - Presidente              |
| 7    |         | Adán Cárdenas (1836-1916)                                 | 1.º de março de 1883                       | 1.º de março de 1887                    | —                   | Conservador                                                            | - Presidente              |
| 8    |         | Evaristo Carazo (1821-1889)                               | 1.º de março de 1887                       | 1.º de agosto de 1889                   | —                   | Conservador                                                            | - Presidente              |
| —    |         | Nicolás Osorno (1821-1889)                                | 1.º de agosto de 1889                      | 5 de agosto de 1889                     | —                   | Conservador                                                            | - Presidente em exercício |
| —    |         | Roberto Sacasa (1840-1896)                                | 5 de agosto de 1889                        | 1.º de janeiro de 1891                  | —                   | Conservador                                                            | - Presidente em exercício |
| 9    |         | Ignacio Chávez (1821-1889)                                | 1.º de janeiro de 1891                     | 1.º de março de 1891                    | —                   | Conservador                                                            | - Presidente interino     |
| 10   |         | Roberto Sacasa (1840-1896)                                | 1.º de março de 1891                       | 11 de julho de 1893                     | —                   | Conservador                                                            | - Presidente em exercício |
| —    |         | Salvador Machado (1840-1896)                              | 11 de julho de 1893                        | 15 de julho de 1893                     | —                   | Conservador                                                            | - Presidente em exercício |
| —    |         | Joaquín Zavala (1835-1906)                                | 16 de julho de 1893                        | 25 de julho de 1893                     | —                   | Conservador                                                            | - Presidente em exercício |
| 11   |         | José Santos Zelaya (1853-1919)                            | 25 de julho de 1893                        | 21 de dezembro de 1909 (Deposto)        | 1902 1906           | Liberal                                                                | - Presidente              |
| —    |         | José Madriz (1867-1911)                                   | 21 de dezembro de 1909                     | 20 de agosto de 1910                    | —                   | Liberal                                                                | - Presidente em exercício |
| —    |         | José Dolores Estrada (1869-1939)                          | 20 de agosto de 1910                       | 27 de agosto de 1910                    | —                   | Liberal                                                                | - Presidente em exercício |
| —    |         | Luis Mena (1865-1928)                                     | 27 de agosto de 1910                       | 30 de agosto de 1910                    | —                   | Conservador                                                            | - Presidente em exercício |
| —    |         | Juan José Estrada (1872-1967)                             | 30 de agosto de 1910                       | 9 de maio de 1911                       | —                   | Liberal                                                                | - Presidente em exercício |
| 12   |         | Adolfo Díaz (1875-1964)                                   | 9 de maio de 1911                          | 1.º de janeiro de 1917                  | 1912 1914           | Conservador                                                            | - Presidente              |
| 13   |         | Emiliano Chamorro Vargas (1871-1966)                      | 1.º de janeiro de 1917                     | 1.º de janeiro de 1921                  | 1916                | Conservador                                                            | - Presidente              |
| 14   |         | Diego Manuel Chamorro Bolaños (1861-1923)                 | 1.º de janeiro de 1921                     | 12 de outubro de 1923 (Morreu no cargo) | 1920                | Conservador                                                            | - Presidente              |
| —    |         | Rosendo Chamorro (1866-1926)                              | 12 de outubro de 1923                      | 27 de outubro de 1923                   | —                   | Conservador                                                            | - Presidente em exercício |
| 15   |         | Bartolomé Martínez (1873-1936)                            | 23 de outubro de 1923                      | 1.º de janeiro de 1925                  | —                   | Conservador                                                            | - Presidente              |
| 16   |         | Carlos José Solórzano (1860-1936)                         | 1.º de janeiro de 1925                     | 14 de março de 1926 (Deposto)           | 1924                | Conservador                                                            | - Presidente              |
| 17   |         | Emiliano Chamorro Vargas (1871-1966)                      | 14 de março de 1926                        | 11 de novembro de 1926                  | —                   | Conservador                                                            | - Presidente Provisório   |
| —    |         | Sebastián Uriza (1861-1927)                               | 11 de novembro de 1926                     | 14 de novembro de 1926                  | —                   | Conservador                                                            | - Presidente em exercício |
| 18   |         | Adolfo Díaz (1875-1964)                                   | 14 de novembro de 1926                     | 1.º de janeiro de 1929                  | 1926                | Conservador                                                            | - Presidente              |
| 19   |         | José María Moncada (1870-1945)                            | 1.º de janeiro de 1929                     | 1.º de janeiro de 1933                  | 1928                | Liberal                                                                | - Presidente              |
| 20   |         | Juan Bautista Sacasa (1874-1946)                          | 1.º de janeiro de 1933                     | 9 de junho de 1936                      | 1932                | Liberal                                                                | - Presidente              |
| —    |         | Carlos Alberto Brenes (1884-1942)                         | 9 de junho de 1936                         | 1.º de janeiro de 1937                  | —                   | Nacional Liberal (PLN)                                                 | - Presidente em exercício |
| 21   |         | Anastasio Somoza García (1896-1956)                       | 1.º de janeiro de 1937                     | 1.º de maio de 1947                     | 1936                | Nacional Liberal (PLN)                                                 | - Presidente (Ditador)    |
| 22   |         | Leonardo Argüello Barreto (1875-1947)                     | 1.º de maio de 1947                        | 26 de maio de 1947 (Deposto)            | 1947 (Fev.)         | Nacional Liberal (PLN)                                                 | - Presidente              |
| —    |         | Benjamín Lacayo Sacasa (1893-1946)                        | 26 de maio de 1947                         | 15 de agosto de 1947                    | —                   | Nacional Liberal (PLN)                                                 | - Presidente em exercício |
| 23   |         | Víctor Manuel Román y Reyes (1872-1950)                   | 15 de agosto de 1947                       | 6 de maio de 1950                       | 1947 (Ago.)         | Nacional Liberal (PLN)                                                 | - Presidente              |
| —    |         | Manuel Fernando Zurita (1893-1959)                        | 6 de maio de 1950                          | 7 de maio de 1950                       | —                   | Nacional Liberal (PLN)                                                 | - Presidente em exercício |
| 24   |         | Anastasio Somoza García (1896-1956)                       | 7 de maio de 1950                          | 29 de setembro de 1956 (Assassinado)    | 1950                | Nacional Liberal (PLN)                                                 | - Presidente (Ditador)    |
| 25   |         | Luis Somoza Debayle (1922-1967)                           | 29 de setembro de 1956                     | 1.º de maio de 1963                     | 1957                | Nacional Liberal (PLN)                                                 | - Presidente              |
| 26   |         | René Schick (1909-1966)                                   | 1.º de maio de 1963                        | 3 de agosto de 1966                     | 1963                | Nacional Liberal (PLN)                                                 | - Presidente              |
| —    |         | Orlando Montenegro Medrano (1920-1988)                    | 3 de agosto de 1966                        | 4 de agosto de 1966                     | —                   | Nacional Liberal (PLN)                                                 | - Presidente em exercício |
| 27   |         | Lorenzo Guerrero (1901-1981)                              | 4 de agosto de 1966                        | 1.º de maio de 1967                     | —                   | Nacional Liberal (PLN)                                                 | - Presidente              |
| 28   |         | Anastasio Somoza Debayle (1925-1980)                      | 1.º de maio de 1967                        | 1.º de maio de 1972                     | 1972                | Nacional Liberal (PLN)                                                 | - Presidente              |
| —    |         | Junta Nacional de Governo                                 | 1.º de maio de 1972                        | 1.º de dezembro de 1974                 | —                   | Independente                                                           | - Junta Provisória        |
| (28) |         | Anastasio Somoza Debayle (1925-1980)                      | 1.º de dezembro de 1974                    | 17 de julho de 1979 (Renunciou)         | 1974                | Nacional Liberal (PLN)                                                 | - Presidente              |
| —    |         | Francisco Urcuyo (1915-2001)                              | 17 de julho de 1979                        | 18 de julho de 1979 (Renunciou)         | —                   | Nacional Liberal (PLN)                                                 | - Presidente em exercício |
| —    |         | Junta de Reconstrução Nacional (Presidente Daniel Ortega) | 18 de julho de 1979                        | 10 de janeiro de 1985                   | —                   | Independente                                                           | - Junta Provisória        |
| 29   |         | Daniel Ortega (n.1945)                                    | 10 de janeiro de 1985                      | 25 de abril de 1990                     | 1984                | Frente Sandinista de Libertação Nacional (FSLN)                        | - Presidente              |
| 30   |         | Violeta Chamorro (1929-2025)                              | 25 de abril de 1990                        | 10 de janeiro de 1997                   | 1990                | União Nacional Opositora (UNO)                                         | - Presidente              |
| 31   |         | Arnoldo Alemán (n.1946)                                   | 10 de janeiro de 1997                      | 10 de janeiro de 2002                   | 1996                | Partido Liberal Constitucionalista (PLC)                               | - Presidente              |
| 32   |         | Enrique Bolaños (1928-2021)                               | 10 de janeiro de 2002                      | 10 de janeiro de 2007                   | 2001                | Partido Liberal Constitucionalista (PLC) Aliança pela República (APRE) | - Presidente              |
| 33   |         | Daniel Ortega (n.1945) Rosario Murillo (n.1951)           | 10 de janeiro de 200730 de janeiro de 2025 | Presente                                | 2006 2011 2016 2021 | Frente Sandinista de Libertação Nacional (FSLN)                        | - Co-presidentes          |